# Greenpoint

Greenpoint är ett område i den nordligaste delen av Brooklyn i New York. Det gränsar mot Williamsburg i sydväst, mot Brooklyn-Queens Expressway och East Williamsburg i sydost, i norr mot Newtown Creek och Long Island City, Queens, och i väster mot East River. Ursprungligen bestod området av jordbruksmark och kärnan av bostadsområden byggdes på jordlotter som delats upp under 1800-talet, då repfabriker och brädgårdar anlades mot East River i väst. Den nordöstra landsträckan längs Newtown Creek bort mot East Williamsburg användes för industriändamål. I Greenpoint har många immigranter från Polen samlats sedan början av 1900-talet och området kallas ibland av detta skäl "Little Poland".

## Historia

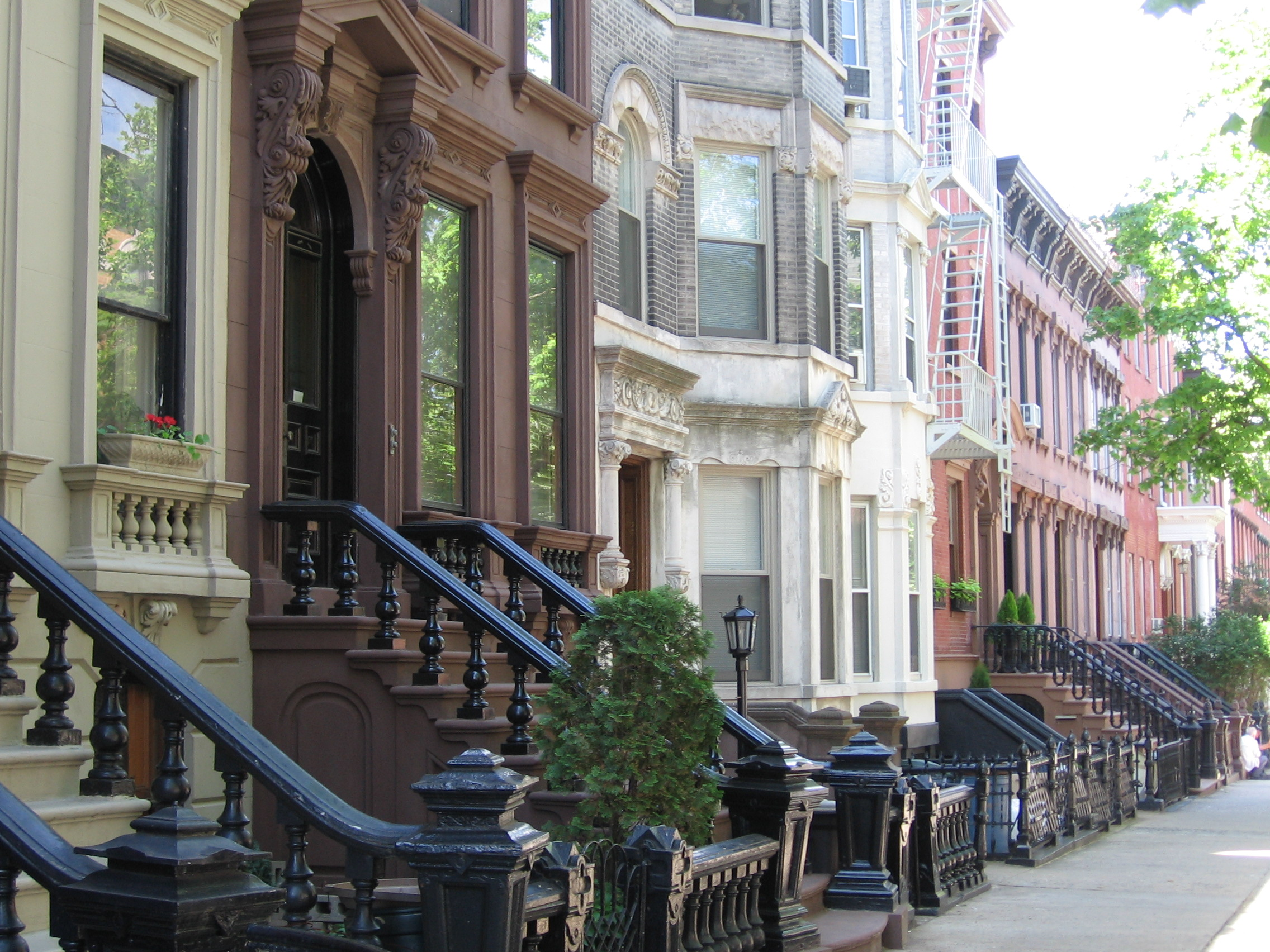
Typiska 1800-talsradhus på Kent Street i Greenpoints gamla del

### Tidig kolonisering och jordbrukseran
Från början beboddes Greenpoint av Keskachaugeindianerna, en undergrupp till Lenape-stammen. Samtida skrifter beskriver platsen som vacker och grönskande med skogar av banksianatall och ek, ängar och friska källor, rikt på vattenfåglar och fisk. Namnet Greenpoint syftade ursprungligen på en grön klippbrant som stack ut i East River, men namnet kom så småningom att beteckna hela den halvö som bildas av East River och Newtown Creek.